# Godzilla und die Urweltraupen
Godzilla und die Urweltraupen (jap. モスラ対ゴジラ, Mosura tai Gojira, dt. „Mothra gegen Godzilla“) ist ein japanischer Kaijū-Film des Regisseurs Ishirō Honda. Es handelt sich um den vierten Teil der Godzilla-Reihe des Tōhō-Studios. Die in diesem Film auftretenden Monster sind Mothra und Godzilla.

## Handlung
Nach einem Unwetter wird ein gigantisches Ei geborgen. Als noch unklar ist, ob das Ei als Touristenattraktion benutzt oder Wissenschaftlern zur Verfügung gestellt werden soll, tauchen zwei kaum fingergroße Zwillingsmädchen auf, die Shōbijin, dt. „kleine schöne Frauen“. Diese erklären, dass sie von Infant Island kommen, wo ihre Göttin, die Riesenmotte Mothra, lebt, zu der dieses Ei gehöre.
Während die Zwillinge versuchen, die Wissenschaftler zu überzeugen, dass das Ei nach Infant Island zurückgebracht werden muss, erscheint Godzilla am Strand. Nach einer Reise nach Infant Island wird Mothra von den Shōbijin erweckt, während Godzilla das Ei angreift.
Es kommt zu einem Kampf zwischen Mothra und Godzilla, an dessen Ende Godzilla Mothra tötet. Derweil ist das Ei aufgebrochen; zwei Raupen schlüpfen. Diese benutzen jetzt ihre Fähigkeit, ein eigentlich zur eigenen Verpuppung vorgesehenes Serum zu speien, um Godzilla in einem Netz zu fangen. Godzilla stürzt vollständig bewegungsunfähig ins Meer. Die beiden Raupen machen sich auf ihren Weg zu Infant Island.

## Hintergründe

### Deutsche Fassung
Im Gegensatz zu den vorherigen Filmen, in denen das Monster Godzilla auftaucht, entspricht die deutsche Fassung des Films, wie auch die US-Fassung, nahezu dem japanischen Original. Um unsäglichen Nachdrehs und Änderungen zuvorzukommen, fügte Regisseur Ishiro Honda diesmal auch selbst Szenen ein, in denen das US-Militär vorkommt und sich dem Kampf gegen Godzilla anschließt. In der deutschen Synchron-Fassung wird das Riesenmonster Mothra hier auch noch "Modra" genannt - die englische Aussprache erhielt das Monster erst in späteren Filmen. Ebenfalls dürfte irritieren, dass die Insel, von der Mothra und die Zwillinge stammen, in der deutschen Fassung lediglich "Modra-Insel" genannt wird, und nicht wie in der US-Fassung "Infant Island" oder im japanischen Original "インファント島" ("Infanto tō").

## Produktion
- Für die Spezialeffekte war Eiji Tsuburaya zuständig.
- Die Zwillingsmädchen werden von dem Zwillingsschwestern-Gesangsduo The Peanuts (Emi und Yumi Itō) gespielt.
- Dies war der dritte Godzilla-Film, der von Ishirō Honda in Szene gesetzt wurde.
- Die Riesenmotte Mothra hatte zuvor ihren Debütauftritt in dem Fantasyfilm Mothra bedroht die Welt (1961).
- Im Gegensatz zu seinen Vorgängern ist die japanische Kinoversion auch exakt in den amerikanischen Kinos veröffentlicht worden.
- Die britische Heavy-Metal-Band Iron Maiden nutzte einige Szenen dieses Films für ihr Musikvideo zu The Number of the Beast.
- Die deutsche Punkband Chorea Huntington verwendet die Geschichte des Films als eine Parodie auf die Kriegstexte in D-Beat Songs

## Uraufführungen
- Japan: 29. April 1964
- USA: 17. September 1964
- Deutschland: 5. April 1974[2]

## Rezeption
Der Film bekam überwiegend positive Bewertung, so wurde der Film auf der Webseite Rotten Tomatoes zu 92 Prozent positiv von den Kritikern bewertet. Ein etwas schlechteres Ergebnis erzielte der Film beim Publikum, da bekam er eine Quote von 68 Prozent positive Bewertung.
Der Film spielte weltweit rund 25,3 Millionen US-Dollar ein.

Der Publizist Jörg Buttgereit nennt Godzilla und die Urweltraupen "einen Klassiker, der die Ernsthaftigkeit des ersten Godzilla-Films mit märchenhaften Elementen kombiniert" und spricht vom "ersten Crossover innerhalb des Tōhō-Universums". Ferner bezeichnet er den Film als "Drama für die ganze Familie". Allerdings kritisiert er auch die im Vergleich zu vorherigen Filmen des Studios schlechteren Effekte:
"Eines verwundert dennoch: Was die Japaner sonst so meisterhaft draufhaben, die Kombination von Realaufnahmen (weglaufende Menschen im Vordergrund) und Trickszenen (Godzilla im Hintergrund) sieht hier recht stümperhaft aus."